# De stalen bloempot
De stalen bloempot is het zeventiende stripverhaal uit de reeks van Suske en Wiske. Het werd geschreven en getekend door Willy Vandersteen en gepubliceerd in De Standaard en Het Nieuwsblad van 16 mei 1950 tot en met 22 september 1950. 
Het verhaal vormt in de serie het eerste vervolg op Het eiland Amoras (1947).
De eerste albumuitgave was in 1951, op dat moment in de Vlaamse ongekleurde reeks met nummer 11. In 1973 werd De stalen bloempot heruitgebracht in de Vierkleurenreeks, nu als nummer 145. In 1994 verscheen de geheel oorspronkelijke versie opnieuw in Suske en Wiske Klassiek.

## Locaties
- Vlaanderen, Amoras

## Personages
- Suske, Wiske met Schanulleke, tante Sidonia, Lambik, Sluiswachter van sluis 17, de Stalen Bloempotten, Farajilde, Isabella, stadhouder Alowisius Blaaskop, Kanegem (alchimist van stadhouder Blaaskop), Jef Blaaskop, Dokus Blaaskop, de Vetten en de Mageren

## Uitvindingen
In dit verhaal keert de gyronef terug.

## Het verhaal
Lambik ziet in zijn tuin een onbekende persoon die op zijn hoofd een omgekeerde stalen bloempot heeft. Deze geheimzinnige blijkt deel uit te maken van een criminele bende waarvan de leden allemaal zo'n bloempot op hun hoofd hebben. Als Lambik even later gaat vissen met Suske en Wiske, zien de twee kinderen bij de rivier een boot met zeewier. Ze besluiten na te gaan of dit schip ook op zee is geweest. De "bloempotters" lokken Wiske aan boord en nemen haar gevangen. Suske schiet te hulp, maar hij wordt ook overmeesterd. Lambik is zo afgeleid door het vissen dat hij niet meteen merkt wat er is gebeurd. Later laat hij de sluiswachter tante Sidonia waarschuwen. Het is dan echter al te laat om de sluis te sluiten en zo de ontvoerders tegen te houden. Lambik raakt bewusteloos als hij op het dek belandt. 
Sidonia vertrekt meteen met de gyronef als ze erachter komt dat de anderen zijn ontvoerd. Lambik raakt aan boord van het schip slaags met een van de leden van de stalen-bloempot-bende. Hij ziet nu ook een middeleeuws galjoen. Ze gaan allen aan boord van dit galjoen, waar ze te horen krijgen dat Suske koning van Amoras zal worden. De bendeleden willen Wiske echter van boord gooien, omdat zij eerder koningin van Amoras was. Lambik weet dit laatste te voorkomen, maar de vrienden worden nu allen gevangengezet. Om de anderen te redden, besluit Suske daarop het ambt van koning te aanvaarden. Lambik en Wiske worden door de bendeleden in een bootje gezet waarin een bom is verstopt. Het bootje ontploft even later. Lambik en Wiske overleven de explosie en belanden in zee. Sidonia weet hen even later te redden met de gyronef. Ze vliegen naar Amoras en zien daar de haven en Het Steen. Ook kunnen ze Suske van het galjoen oppikken.
Doordat de vrienden inmiddels zonder benzine zitten, zijn ze gedwongen om met de gyronef op Amoras te landen. Suske en Wiske gaan de stad in. Ze hebben een korte ontmoeting met de stadhouder, Alowisius Blaaskop. Even later wordt deze man neergeschoten bij het standbeeld van Sus Antigoon, waarna hij naar Het Steen wordt gebracht. De bende van de stalen bloempot wordt ervan verdacht achter de aanslag te zitten, de stadhouder wilde de volgende dag namelijk juist zijn Plan presenteren. Suske wordt gevangengenomen door de stalen bloempotten en de anderen worden bij de inmiddels weer herstelde stadhouder gebracht. Die vertelt dat de bevolking van het eiland genoeg geld heeft, omdat de belasting al lang geleden is afgeschaft. Het geld dat het volk te veel had is in een kas gestort en de stadhouder moest hier iets mee doen om dank te tonen aan de hemel. Hij vatte het plan op om de kathedraal van Antwerpen (De Onze-lieve-vrouwentoren) op het eiland na te bouwen. 
De vrienden beginnen meteen een campagne, maar Suske is nergens te vinden. Suske wordt, zonder dat zijn vrienden het weten, bij de hoofdman van de stalen-bloempot-bende gebracht. Die vertelt hem dat ze voorheen parlementsleden, ministers, senatoren en volksvertegenwoordigers waren. In plaats van een kathedraal wil de stalen-bloempot-bende de toren van Babbellar bouwen, want zij zijn van mening dat de rijkdom van het eiland is te danken aan hun urenlange gepraat. De toren moet net als de geplande kathedraal tot aan de hemel of verder reiken. Suske wil deze heidense onzin niet, want de bevolking van Amoras behoort te leven naar Vlaamse tradities. De samenzweerders willen van hun kant geen koning die hen niet gehoorzaamt, dus daarmee "tekent" Suske zijn doodvonnis. Hij wordt diep in de kerkers strak vastgebonden onder een valbijl aan een touw met brandende kaars. Lambik en Wiske vinden intussen de ondergrondse schuilplaats van de stalen-bloempot-bende. Dankzij gestold kaarsvet dat de bijl tegenhoudt, ontsnapt Suske aan de dood. Lambik en Wiske bevrijden hem en de vrienden gaan snel terug naar de stad. Suske bestijgt nu eindelijk de troon, en het Plan voor de bouw van de kathedraal wordt alsnog aanvaard door de bevolking. Lambik – die vroeger metselaar was – wordt als bouwmeester aangesteld, maar dan wordt er met een siersteen een aanslag op hem gepleegd.
Kanegem, de tovenaar van het eiland, probeert een nieuwe toverdrank genaamd Aqua Agrandirus uit, om Lambik te genezen. Dit pakt echter verkeerd uit en Lambik krijgt een zeer lange nek. Wiske voorkomt een nieuwe aanslag op Lambik. Sidonia onderschept een briefje dat is gericht aan de stalen-bloempot-bende en getekend door de stadhouder. Suske en Wiske zien ’s nachts degene van wie ze aannemen dat het Alowisius Blaaskop is op het strand aan boord gaan van een bootje. Wiske ontdekt buskruit op het strand. Ze waarschuwt Lambik en samen controleren ze de in aanbouw zijnde kathedraal. Dan is er een zware ontploffing in de haven, waardoor geen enkele boot meer kan uitvaren. De bouw van de kathedraal komt nu helemaal stil te liggen.
Suske wacht de stadhouder op op het strand en gaat met hem mee naar huis. Daar loopt hij in een hinderlaag van de stalen-bloempot-bende, maar hij kan ontsnappen met hulp van Sidonia. De vrienden vinden een bootje waarmee ze naar een klein eilandje voor de kust varen. Op het eiland staat een toren zonder ramen en deuren. Kanegem wil Lambik uitschakelen om te voorkomen dat het geheim van de toren uitlekt, maar Wiske overmeestert de man. De twee vrienden binden Kanegem vast voor een verhoor. Op het dak zien ze de stadhouder in de toren op een bed en Wiske vaart terug naar Amoras. Als ze het verhaal aan Suske vertelt, blijkt dat ze in werkelijkheid niet de stadhouder zelf op het spoor zijn maar Dokus Blaaskop, de tweelingbroer van Alowisius. De echte stadhouder zit al enige tijd in een kerker opgesloten. Uiteindelijk weet hij toch te ontsnappen en wordt door een galjoen opgepikt uit zee.
Lambik komt na een gevecht met de stalen-bloempot-bende via een geheime deur in de "toren van de Derde Man" terecht. Een geheimzinnige gestalte gaat er hier vandoor met de slapende Blaaskop. Terug op Amoras vragen de vrienden zich af wie deze Derde Man kan zijn, maar de geblokkeerde haven heeft voorrang. Ze besluiten het materiaal voor de bouw van de kathedraal per gyronef te halen en er wordt een luchtbrug opgezet. Maar de gyronef kan geen hout vervoeren, waarop Lambik besluit de masten van de schepen hiervoor te gebruiken. Kanegem wordt op zee teruggevonden: hij liep al dagen in een duikklok rond nadat hij vluchtte voor de stalen-bloempot-bende. Dan wordt Kanegem ontvoerd door de Derde Man, due hem naar het galjoen brengt. Samen met de Derde weet hij Dokus Blaaskop te verslaan en van boord te smokkelen.
Lambik heeft intussen erge kiespijn. Hij wordt ’s nachts door Wiske naar de tandarts gebracht; dit blijkt Jef Blaaskop te zijn, een oude bekende. Wiske snapt dat Jef Blaaskop ook de Derde Man is. Jef vertelt aan Wiske de hele voorgeschiedenis: Alowisius leefde deugdzaam en werd stadhouder, maar Dokus is een anarchist die de leider werd van de stalen-bloempot-bende. Jef ontvoerde zijn beide broers, met de bedoeling ook van Dokus een goed mens maken dankzij het drankje van Kanegem, Aqua Amelioratas. Doordat Dokus na een gevecht met Lambik een litteken heeft, is hij van zijn tweelingbroer te onderscheiden.
Dan begint het bombardement vanaf het galjoen op Amoras. Kanegem weet het slechte karakter van Dokus nog op tijd te bezweren. De drie broers verzoenen zich nu. De kathedraal is door de stalen-bloempot-bende met dynamiet ondermijnd, maar iedereen is dit intussen vergeten. De explosie zorgt er wonderbaarlijk genoeg juist voor dat de spits precies op de toren belandt. De kathedraal is nu dus helemaal af en de vrienden keren gezamenlijk terug naar huis in de gyronef.

## Achtergronden bij het verhaal
- Schanulleke werd in dit verhaal eerst Schalulleke genoemd, wat in het Vlaams "lente-ui" betekent. De naam van het popje is later overal Schanulleke geworden, een naam die ook in Nederland acceptabel was.
- De leden van de bende van de stalen bloempot hebben als leus “Bij Babbellar” en ze hadden hun "toren van Babbellar" willen bouwen als blijk van hulde aan het gebabbel. Het betreft hier een dubbele woordspeling, aangezien het tegelijkertijd verwijst naar het Bijbelse verhaal over de toren van Babel.
- Een groot deel van de plot over de terugkeer van de echte en ware koning van Amoras, is een allusie op de destijds actuele koningskwestie rond Leopold III.Leopold III werd destijds verdacht van collaboratie met de nazi's. De Vlamingen en de christendemocraten waren grotendeels vóór zijn terugkeer, de Walen en de socialisten waren grotendeels tégen. Men kon hier destijds ook over stemmen: "JA voor de terugkeer" en "NEE tegen de terugkeer." Vandersteen kiest in dit album partij vóór de terugkeer van de koning. De Stalen Bloempotten, dus de vijanden in dit verhaal, willen niet dat "de koning terugkomt". Een groot deel van deze al te expliciete politieke verwijzingen werd in latere albumuitgaven verwijderd.[b]
- Net als in sommige andere verhalen uit de serie wordt er ook een toespeling gemaakt op de legende van Sint-Maarten; wanneer Suske en Wiske hun eerste ontmoeting met de stadhouder Alowisius hebben, snijdt die een deel van zijn mantel voor hen af.[1]
- Als cliffhanger eindigt de scène waarin Suske dreigt te worden geëxecuteerd met de woorden "...dan is Suske dood...", waarna in het volgende plaatje wordt uitgelegd dat hier sprake was van ruimtegebrek in de tekstbalk en er iets anders wordt bedoeld.[2]